# 항등원
군론을 비롯한 대수학에서 항등원(恒等元, 영어: identity element 또는 neutral element, 단위원)이란 임의의 수 {\displaystyle a}에 대하여 어떤 수를 연산했을 때 처음의 수 {\displaystyle a}가 되도록 만들어 주는 수를 말한다. 항등원이 {\displaystyle e}가 된 유래는 저명한 수학자 레온하르트 오일러의 앞글자를 따서 쓴 것이다. 항등원이 무엇인지는 그 집합과 이항연산의 종류에 따라 달라진다. 쉽게 말해서 1개의 양을 전혀 달라 보이는 다른 양과 같게 만드는 수학적 관계를 말한다고 생각하면 된다. 피타고라스의 정리와 같이 항상 참이 되는 것이 방정식을 의미하기도 한다.

## 정의
집합 {\displaystyle S}와 {\displaystyle S}에 대해 닫혀 있는 이항연산 {\displaystyle *}로 이루어진 마그마 {\displaystyle (S,*)}가 주어졌을 때,
- {\displaystyle S}의 모든 원소 {\displaystyle a}에 대해 {\displaystyle e_{L}*a=a}가 성립한다면, {\displaystyle e_{L}}을 좌항등원이라 한다.
- {\displaystyle S}의 모든 원소 {\displaystyle a}에 대해 {\displaystyle a*e_{R}=a}가 성립한다면, {\displaystyle e_{R}}을 우항등원이라 한다.
- 만약 좌항등원과 우항등원이 같다면, {\displaystyle e=e_{L}=e_{R}}을 항등원이라 한다.

환론과 체론 등에서는 특별히 덧셈에 대한 항등원과 곱셈에 대한 항등원을 구분하기도 하며, 특별히 곱셈에 대한 항등원을 단위원(單位元, unity)이라고 부르기도 한다.

## 항등원의 예
| 집합         | 연산자              | 항등원   |
| ------------ | ------------------- | -------- |
| 실수, 복소수 | + (덧셈), - (뺄셈)  | 0        |
| 실수, 복소수 | × (곱셈), ÷(나눗셈) | 1        |
| 정사각행렬   | 행렬의 덧셈         | 영행렬   |
| 정사각행렬   | 행렬의 곱셈         | 단위행렬 |
| 함수         | 합성함수            | 항등함수 |

## 같이 보기
- 역원